# Dülmen
Dülmen è una città della Renania Settentrionale-Vestfalia, in Germania.
È il centro maggiore, ma non il capoluogo, del circondario (Kreis) di Coesfeld (targa COE).
Dülmen si fregia del titolo di "Media città di circondario" (Mittlere kreisangehörige Stadt).
Fu parte del principato vescovile di Münster e poi dominio sovrano dei Principi di Salm-Kyrburg, poi dei Principi di Croÿ (anche Duchi e Pari di Francia) che ancora possiedono  un castello nelle vicinanze (anche se il loro grande "castello"-palazzo neoclassico di Dülmen fu distrutto nella seconda guerra mondiale), per poi far parte del Ducato di Arenberg dell'omonima famiglia. Nel 1815 divenne parte del Regno di Prussia. 
Durante la seconda guerra mondiale venne pesantemente bombardata e il 90% degli edifici venne raso al suolo.

## Suddivisione amministrativa[2]
Dülmen si divide in 7 zone, corrispondenti all'area urbana e a 6 frazioni (Ortsteil):
- Dülmen (area urbana)
- Kirchspiel Dülmen[3]
- Buldern
- Hausdülmen
- Hiddingsel
- Merfeld
- Rorup

## Gemellaggi[4]
- Charleville-Mézières, dal 1963

Dülmen intrattiene "rapporti di amicizia" (Städtefreundschaft) con:
- Fehrbellin, dal 1990